# بوب غيرهارد
بوب غيرهارد (بالإنجليزية: Robert Gerhardt)‏ هو مجدف أمريكي، ولد في 3 أكتوبر 1903 في بالتيمور في الولايات المتحدة، وتوفي في 23 يناير 1989 في Erdenheim, Pennsylvania ‏ في الولايات المتحدة.

## وصلات خارجية
- بوب غيرهارد على موقع الاتحاد الدولي للتجديف (الإنجليزية)
- بوب غيرهارد على موقع اللجنة الأولمبية الدولية (الإنجليزية)
- بوب غيرهارد على موقع أوليمبيديا (الإنجليزية)